# Tramvaiul din Amsterdam
Tramvaiul din Amsterdam (în neerlandeză Amsterdamse tram) este o rețea de tramvai din Amsterdam, Țările de Jos. La origine, rețeaua datează din anul 1875. Începând din 1943, ea este gestionată de operatorul municipal de transport public GVB, care mai are în subordine Metroul din Amsterdam, rețeaua de autobuze și serviciile de feribot. Tramvaiul din Amsterdam constituie cea mai mare rețea de acest fel din Țările de Jos și una din cele mai mari din Europa.
Tramvaiele rețelei rulează pe șine cu ecartament normal. Din anul 1900, ele sunt propulsate cu electricitate și alimentate la 600 V c.c.. La stația terminus a aproape fiecărei linii există o buclă de întoarcere, astfel încât traseul să poată fi operat cu tramvaie unidirecționale. Singura excepție este stația Binnenhof din Amstelveen, unul din capetele liniei 5, care trebuie, din această cauză, operată cu rame bidirecționale.
În anul 2016 existau 14 trasee de tramvai. În 2018, întreaga rețea de transport din Amsterdam va fi reorganizată și se va introduce o nouă numerotare.
Rețeaua de tramvai are o lungime totală de 80,5 km de traseu și 200 km de șine. Flota este alcătuită din 200 de tramvaie, din care 24 bidirecționale, acestea fiind folosite pe linia 5 care nu dispune de buclă de întoarcere.

## Trasee

### Traseele actuale
În 2016, rețeaua de tramvai din Amsterdam avea următoarele 14 linii:
- 1 – Centraal Station – Leidseplein – Surinameplein – Gara Lelylaan – Osdorp De Aker (Matterhorn)
- 2 – Centraal Station – Leidseplein – Hoofddorpplein – Nieuw Sloten (Oudenaardeplantsoen)
- 3 – Zoutkeetsgracht – Museumplein – Ceintuurbaan – Gara Muiderpoort
- 4 – Centraal Station – Frederiksplein – Gara RAI
- 5 – Centraal Station – Leidseplein – Museumplein – Gara Zuid – Amstelveen (Binnenhof)
- 7 – Sloterpark – Leidseplein – Weesperplein – Flevopark
- 9 – Centraal Station – Plantage – Watergraafsmeer – Diemen (Sniep)
- 10 – Van Hallstraat – Leidseplein – Weesperplein – Rietlandpark – Java-eiland (Azartplein)
- 12 – Gara Sloterdijk – Museumplein – Ceintuurbaan – Gara Amstel
- 13 – Centraal Station – Rozengracht – Mercatorplein – Geuzenveld (Lambertus Zijlplein)
- 14 – Sloterpark – Rozengracht – Dam – Plantage – Flevopark
- 16 – Centraal Station – Vijzelstraat – Museumplein – De Lairessestraat – Amstelveenseweg – VU Medisch Centrum
- 17 – Centraal Station – Rozengracht – Kinkerstraat – Gara Lelylaan – Osdorp (Dijkgraafplein)
- 26 – Centraal Station – Rietlandpark – Piet Heintunnel – IJburg (IJburglaan)